# Battaglia di Rain
La battaglia di Rain si svolse il 15 aprile 1632 in Baviera, nel corso della fase svedese della guerra dei trent'anni. L'esercito della Lega Cattolica, al comando di Johann Tserclaes, conte di Tilly, venne battuto nel tentativo di impedire all'esercito svedese del re Gustavo II Adolfo di attraversare il fiume Lech; lo stesso conte di Tilly venne ferito a morte in combattimento.

## Antefatti
L'intervento della Svezia nella guerra dei trent'anni ebbe inizio nel giugno 1630, quando circa 18000 soldati svedesi sotto il comando del re Gustavo II Adolfo sbarcarono nel Ducato di Pomerania. Sovvenzionati economicamente dal Regno di Francia in base ai termini del trattato di Bärwalde, e supportati dalle truppe dell'Elettorato di Sassonia e del Brandeburgo-Prussia, gli svedesi riportarono una vittoria nella battaglia di Breitenfeld il 17 settembre 1631, successo che consegnò loro il controllo di ampie zone della Germania settentrionale e centrale. Questo segnò l'apice dei successi svedesi: un'armata sassone sotto il principe elettore Giovanni Giorgio I invase i possedimenti degli Asburgo in Boemia, Gustavo Adolfo si preparò ad attaccare l'Arciducato d'Austria mentre un suo subordinato, Gustav Horn, avanzava con le sue truppe in Franconia.
Dopo che Horn ebbe occupato la città bavarese di Bamberga nel febbraio 1632, il comandante delle forze imperiali cattoliche Johann Tserclaes, conte di Tilly, avanzò verso nord da Nördlingen alla testa di 22000 uomini, rioccupando in breve tempo la città il 9 marzo; l'armata di Tilly tuttavia era troppo debole per poter sfruttare adeguatamente questo successo e si ritirò in direzione della città di Ingolstadt, la quale disponeva di un importante ponte sul corso del Danubio. Gustavo Adolfo temeva che l'avanzata di Tilly avrebbe potuto avere un impatto negativo sul morale dei suoi alleati tedeschi, e di conseguenza abbandonò i suoi piani di invasione dell'Austria e mosse invece a sud in Baviera a partire dai suoi quartieri invernali di Magonza. Combinando l'armata al suo comando con i distaccamenti più piccoli agli ordini di Horn, Johan Banér e Guglielmo di Sassonia-Weimar, il monarca svedese mise assieme circa 37500 uomini e 72 cannoni.
Le truppe svedesi entrarono a Norimberga il 31 marzo, per poi catturare il 6 aprile successivo Donauwörth, nelle vicinanze delle posizioni difensive allestite da Tilly lungo il fiume Lech: la principale forza imperiale di 22000 uomini era trincerata nei dintorni della cittadina di Rain, con un distaccamento di altri 5000 uomini schierato ad Augsburg a protezione di un altro attraversamento del Lech. Sebbene Gustavo Adolfo avesse la possibilità di aggirare il fianco di queste posizioni passando a sud di Augsburg, Tilly sperava che una simile manovra avrebbe dato il tempo alla principale armata imperiale sotto il generale Albrecht von Wallenstein di raggiungerlo.
Nella posizione occupata da Tilly, il corso del Lech si suddivideva in una serie di corsi d'acqua paralleli e a flusso rapido, ciascuno profondo tra i 60 e gli 80 metri; il ponte di Rain sul Lech era stato distrutto per ordine di Tilly, e le inesperti truppe imperiali si erano posizionate attorno a una solida ridotta armata con 20 cannoni, rendendo la posizione una sfida formidabile per qualsiasi attaccante. L'unico altro percorso praticabile era circa cinque chilometri a sud di Rain, dove in mezzo al Lech sorgeva un'isola. Aver superato questo ostacolo è considerato uno dei più grandi successi militari di Gustavo Adolfo.

## La battaglia
Nel corso della giornata del 13 aprile, il generale Lennart Torstensson supervisionò la costruzione di postazioni d'artiglieria svedesi davanti a Rain, mettendo in linea tre batterie da 24 cannoni ciascuna. Il giorno seguente, l'artiglieria svedese aprì il fuoco sulla ridotta tenuta da Tilly mentre Gustavo Adolfo faceva schierare le sue truppe lungo la sponda del fiume, quasi fosse il preludio di un assalto frontale; la mossa era in realtà una finta, volta a distrarre gli imperiali mentre gli svedesi ammassavano materiali per costruire un ponte di barche sopra l'isola al centro del Lech.
La mattina del 15 aprile, trecento cavalleggeri Hakkapeliitta finlandesi attraversarono il Lech dal lato bavarese del fiume; fatto questo, si misero a scavare dei terrapieni dove piazzare batterie d'artiglieria con cui proteggere l'attraversamento del resto dell'armata svedese; Tilly inviò immediatamente un distaccamento di truppe a ingaggiare il nemico, e tra le due parti si sviluppò un feroce scontro a fuoco. Tuttavia, Gustavo Adolfo aveva nel mentre inviato altri 2000 cavalieri a guadare il fiume due chilometri più a nord di Rain: queste truppe aggirarono la ridotta imperiale e presero sul fianco le truppe che la difendevano. Lo stesso Tilly venne colpito da una palla di cannone all'inizio della battaglia e, privo di conoscenza, venne portato nelle retrovie; morì due settimane più tardi per le conseguenze di questa ferita. Nel mentre anche il secondo in comando dell'armata imperiale, Johann von Aldringen, venne colpito e temporaneamente accecato pochi minuti dopo il ferimento di Tilly.
Massimiliano I, principe elettore di Baviera, assunse quindi il comando dell'armata imperiale e ordinò un'immediata ritirata generale, coperta dalla cavalleria agli ordini del generale Johann Philipp Kratz von Scharffenstein. Entrambe le parti riportarono circa 2000 perdite nella battaglia, ma gli svedesi catturarono anche 1000 prigionieri nemici. Sebbene Massimiliano fosse costretto ad abbandonare i bagagli e l'artiglieria dell'armata, la maggior parte delle sue truppe riuscì a fuggire dal campo di battaglia, aiutata da una tempesta e da forti venti che bloccarono le strade ritardando l'inseguimento degli svedesi.

## Conseguenze
Massimiliano rinforzò la guarnigione imperiale di Ingolstadt, che il 3 maggio respinse un attacco degli svedesi, per poi ritirarsi a nord del Danubio lasciando la Baviera aperta all'avanzata di Gustavo Adolfo; la regione venne estesamente saccheggiata mentre il monarca svedese faceva una trionfale entrata a Monaco di Baviera il 17 maggio, dove fece confiscare la collezione d'arte del principe elettore oltre a catturare 100 pezzi d'artiglieria. Passarono tre anni prima che Massimiliano potesse rimettere piede nella sua capitale. D'altro canto, gli svedesi si vennero a trovare ora alla fine di linee di rifornimento lunghe ed estremamente vulnerabili, mentre i contadini bavaresi conducevano un'aspra guerriglia nelle campagne contro gli invasori che saccheggiavano le loro terre.
Nel mentre, Wallenstein aveva radunato un'armata imperiale forte di 65000 uomini, con la quale espulse i sassoni dalla Boemia; preoccupato che la Sassonia potesse fare una pace separata e lasciarlo isolato, Gustavo convocò ora i suoi alleati tedeschi a Norimberga. Mentre gli svedesi erano in movimento, Wallenstein prese 30000 uomini e marciò in Baviera per ricongiungersi a Massimiliano uscito da Ingoldstadt; l'11 luglio le due imperiali forze si ricongiunsero a Schwabach. Gustavo Adolfo si ritirò a Fürth, poco fuori Norimberga, dove finì assediato dall'armata combinata imperiale-bavarese; questo portò poi alla battaglia dell'Alte Veste all'inizio di settembre, conclusasi con una cocente sconfitta degli svedesi.